# Brasão de armas das Guadalupe

Brasão de armas não oficial das Guadeloupe

O Brasão de armas das Guadalupe, uma région e departamento no exterior da França no Caribe, é um símbolo mostrando um sol e um pássaro, ambos estilizados, em um quadrado verde e azul. Embaixo do símbolo se lê: REGION GUADELOUPE, sublinhado em amarelo.
Guadalupe também tem um brasão de armas baseado na sua bandeira não-oficial. 